# All About Anna
All About Anna är en dansk film från 2005 regisserad av Jessica Nilsson. 

## Handling
Anna fokuserar på sitt jobb och rädslan att fångas i romantiska relationer. Hennes liv är allt annat än roligt. Hon har precis hittat en ny lägenhet och lockas av tanken att låta hennes senaste pojkvän flytta in, men hittar istället en hyresgäst, Camilla, som delar Annas syn på kärlek och förbindelser. En dag ringer det på dörren, det är Johan, som fem år tidigare krossade Annas hjärta. Hon är lockad, det är inte bra. Mer än någonsin måste hon komma tillbaka på banan och gå vidare. Som tur är får hon ett erbjudande att designa kläder på en teater i Paris, så långt ifrån romantiska lockelser som möjligt - eller?

## Om filmen
Filmen är inspelad i Köpenhamn och Paris. Den hade världspremiär i Danmark den 24 november 2005 och svensk premiär på dvd i 2006.
För att få filmen så realistisk som möjligt så är Annas lägenhet Gry Bays egna.

## Rollista (komplett)
- Gry Bay - Anna
- Mark Stevens - Johan
- Eileen Daly - Camilla
- Thomas Raft - Frank
- Ovidie - Sophie
- Morten Schelbech - Pierre
- Thomas Lundy - Albert
- Seimi Nørregaard - fröken Olsen
- Patrick Agergaard - teaterdirektör
- Thomas Stegler - flyttkarl (som Thomas Lorentzen)
- Elias Eliot - pojke på trappan (ej krediterad)

## Musik i filmen[1]
- Once I Had a Sweethart, framförd av Maria Køhnke
- Birds of a Feather (All the Way), skriven och framförd av M. Maurice Hawkesworth
- You're So Cute, skriven och framförd av Eileen Daly
- A Girl Named Anna, skriven av M. Maurice Hawkesworth, framförd av Blueprint

Filmen var nominerad till 4 AVN Awards, inkl. Best Foreign Feature och Best Music Soundtrack.